# Möte (skulptur)

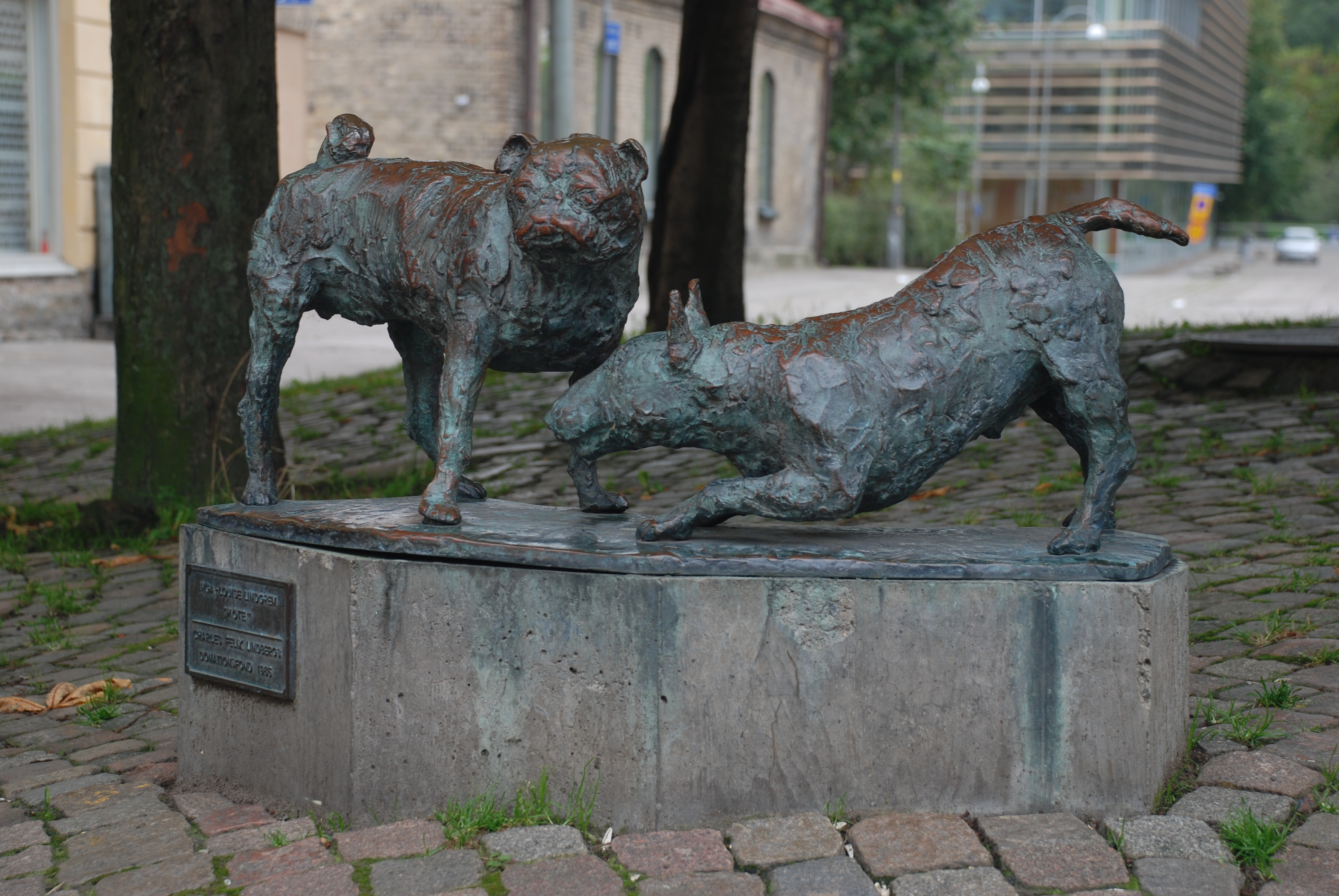
Möte vid Kaserntorget.

Möte är en skulptur på Kaserntorget i Göteborg.
Konstverket föreställer ett möte mellan en mops och en bullterrier. Den är utförd av Inga-Louise Lindgren och avtäcktes 1985. Charles Felix Lindbergs donationsfond har bekostat verket.